# Schimmelkirche Pichlwang

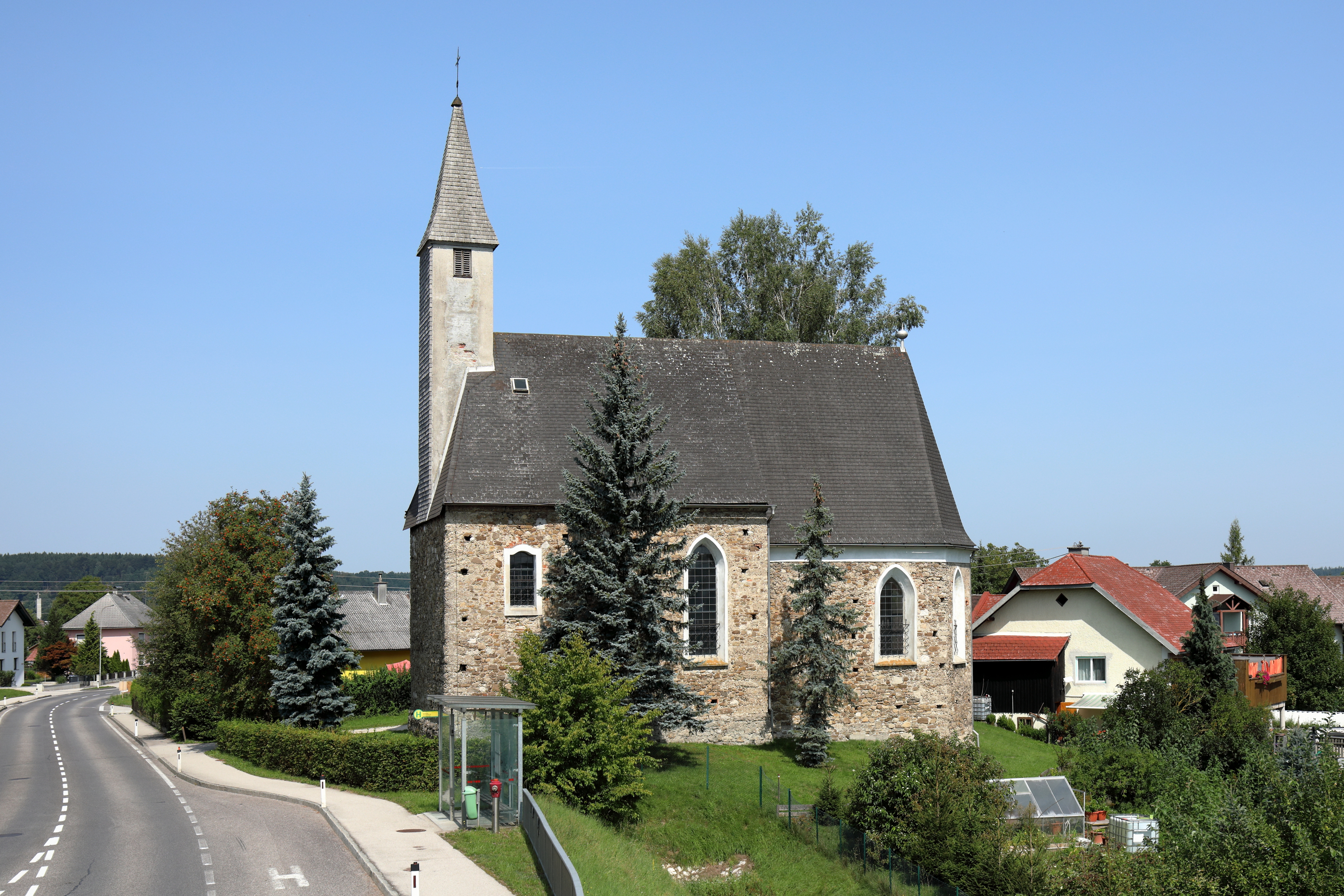
Schimmelkirche (Ansicht von Süden)

Die sogenannte Schimmelkirche (eigentlich: Andreaskirche) befindet sich an der B151 in der Ortschaft Pichlwang in der Gemeinde Lenzing an der Ager in Oberösterreich. Sie ist eine Filialkirche der Pfarre Lenzing im Dekanat Schörfling der Diözese Linz.

## Geschichte
Die Schimmelkirche in ihrer derzeitigen Form wurde um 1500 erbaut. Nachdem die Ortschaft schon seit dem 7. Jahrhundert urkundlich erwähnt ist und in der Weiheurkunde dies auch vermerkt, gab es am selben Standort eine Vorgängerkirche.
Die Kirche wurde am 19. Jänner 1508 von Weihbischof Bernhard Meurl von Passau geweiht.
Im Zuge der Josephinischen Kirchenreform kam die Andreaskirche als Filialkirche von der Pfarre Maria Schöndorf (Vöcklabruck) zur neu geschaffenen Pfarre Thalheim, die aus der Aufhebung des Klosters Oberthalheim hervorging. Beim Friede von Schönbrunn am 14. Oktober 1809 wurde die Ager zum Grenzfluss zwischen Österreich und Frankreich und 1810 zu Bayern. Weil dadurch die am linken Ufer der Ager beheimateten und zum Pastorat Rutzenmoos gehörenden Protestanten ohne Kirche und Pfarrer waren, wurde ihnen 1812 die Andreaskirche als Bethaus zur Verfügung gestellt. Beim Wiener Kongress wurden die alten Grenzen wiederhergestellt. 1825 erfolgte die Auflösung der evangelischen Gemeinde Vöcklabruck/Pichlwang und die Kirche bzw. das Bethaus wurde geschlossen. Im Jahr 1843 kam die Kirche wieder in katholischen Besitz. Es war also eine Simultankirche, eine von beiden Konfessionen verwendete Kirche. Diese Bezeichnung wurde im Laufe der Zeit vom Volksmund zur Schimmelkirche gewandelt.

## Sagen
Den Namen „Schimmelkirche“ hat die Kirche nach einer Sage dadurch bekommen, dass während des Dreißigjährigen Krieges ein Schimmel in der Kirche eingesperrt wurde. Durch das Fressen des Hanfseiles der Glocke brachte er diese zum Läuten und machte sich dadurch bemerkbar.
Eine weitere Sage erzählt, dass es von der Schimmelkirche ausgehend unter dem Altar einen geheimen Gang gibt, dieses wurde aber nie bestätigt.